# 格拉斯
格拉斯（法語：Grasse，法語發音：[ɡʁas]），法国东南部城市，普罗旺斯-阿尔卑斯-蓝色海岸大区滨海阿尔卑斯省的一个市镇，同时也是该省的一个副省会，下辖格拉斯区，其市镇面积为44.44平方公里，2022年1月1日时人口数量为48,669人，在法国城市中排名第133位。
格拉斯位于滨海阿尔卑斯省西部内陆，阿尔卑斯山南段的一处山谷之中，是一个区域性的中心城市，多条公路在此交汇。格拉斯因出产香水而闻名，被称为世界香水之都（capitale mondiale du parfum）。

## 地名来源

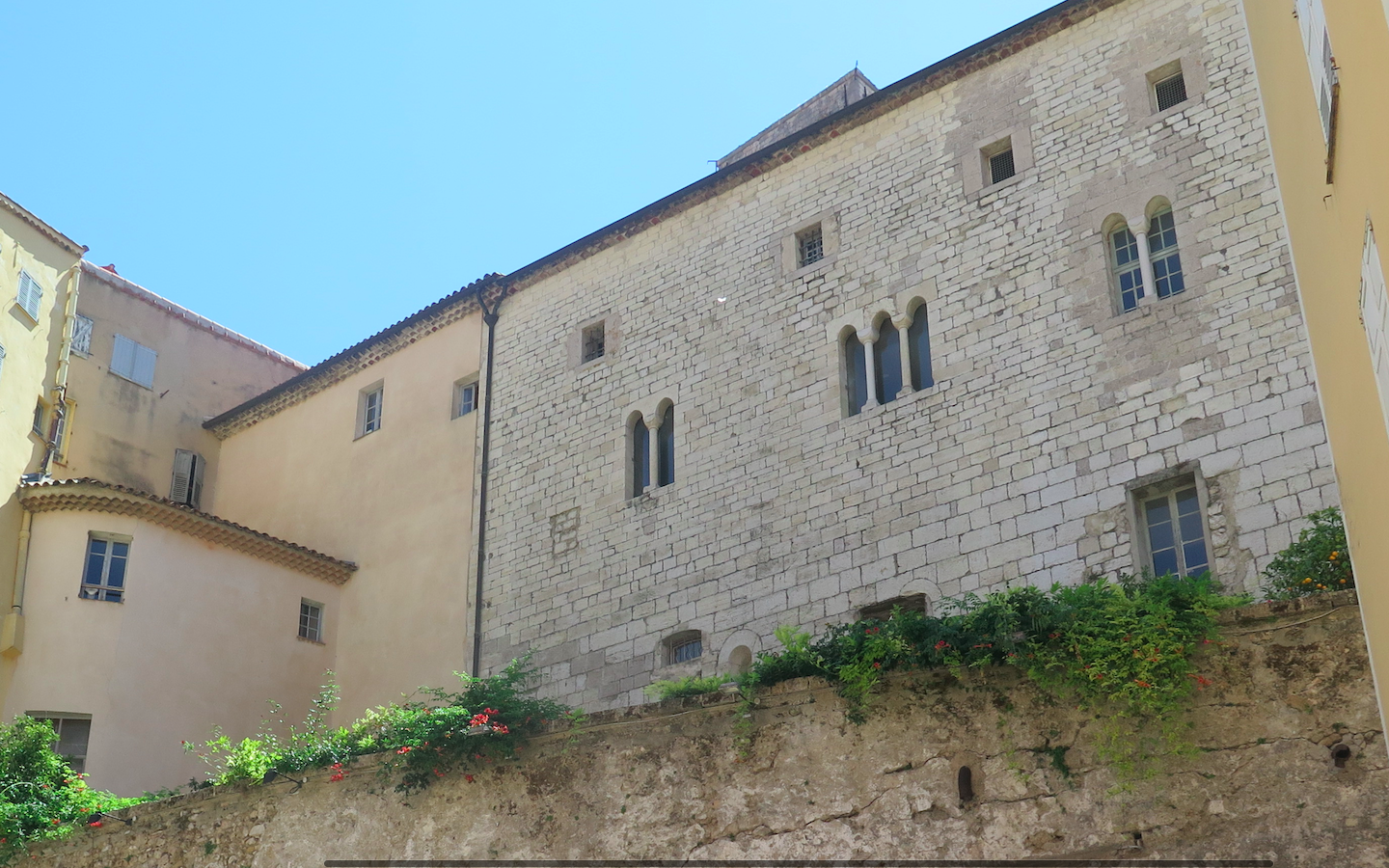
格拉斯主教宫

“格拉斯”一名最初于1040年以“Grassa”的形式出现于圣维克多修道院的手记中，该名称的来源及含义尚有待进一步考证。

## 历史

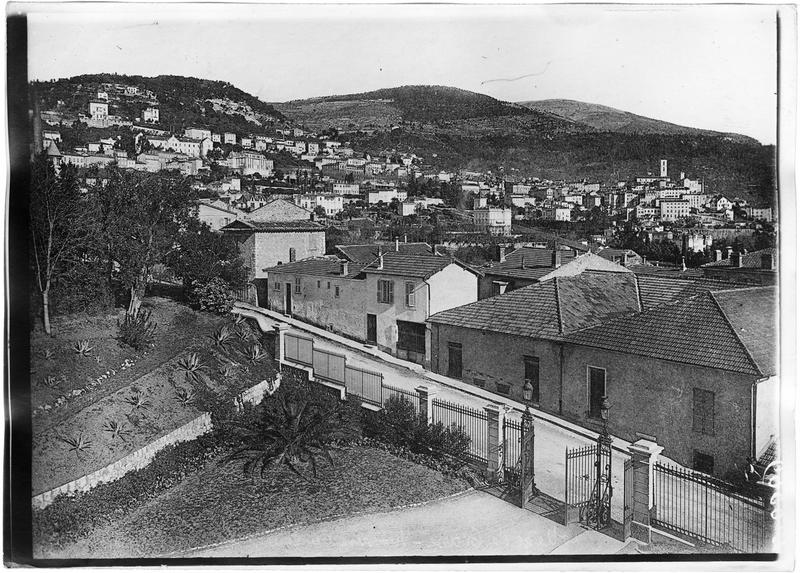
20世纪初的格拉斯

格拉斯自2003年起获得由法国文化部颁布的“艺术与历史之城”称号。根据当地官方网站的论述，格拉斯在新石器时期就已出现人类活动。古典时期，格拉斯被罗马人控制，中世纪初先后被勃艮第人、东哥特人、法兰克人和伦巴第人统治。公元9世纪末，随着中法兰克王国的灭亡，普罗旺斯被西法兰克王国继承，但格拉斯领主不愿意被其统治，于是投奔伦巴第人，由此脱离了普罗旺斯伯爵的统治。1220年，普罗旺斯伯爵雷蒙-贝朗热五世率兵攻占格拉斯，使其重新归入普罗旺斯。1244年7月19日，昂蒂布主教将座堂迁至格拉斯，这使得格拉斯成为了这一区域的行政中心。14世纪末，安茹公爵勒内继承了普罗旺斯伯爵头衔，其手下的骑士元帅富凯·达古成为格拉斯的领主，他在此创立了城市议会（Consilium ordinarium）。1482年，普罗旺斯被路易十一并入，成为法兰西王国的一个行省。17世纪起，格拉斯出现了香水生产作坊，并逐渐成为当地的商业经济支柱。法国大革命后，格拉斯成为瓦尔省的一个市镇，并在1793至1795年间为该省的省会，后省政府迁至德拉吉尼昂，格拉斯成为一个副省会。工业革命期间，途径格拉斯的戛纳－格拉斯铁路、瓦尔中央铁路以及滨海阿尔卑斯省有轨电车相继建成通车。1860年，随着《都灵条约》的签订，格拉斯以及格拉斯区从瓦尔省脱离而出，与原尼斯伯国所属区域组建成为滨海阿尔卑斯省。20世纪以来，得益于当地较为温暖的气候条件以及独特的山地景观，格拉斯成为普罗旺斯内陆的一个旅游城市，当地人口数量逐年增加。

## 地理

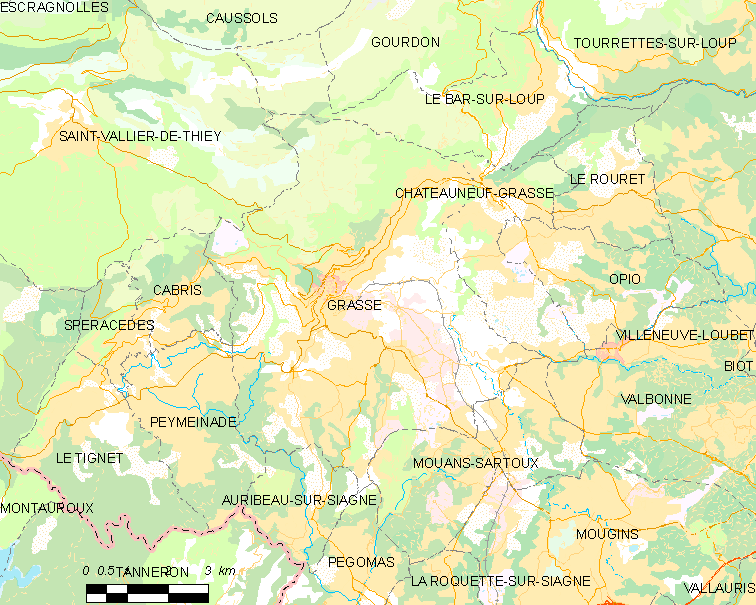
格拉斯市镇范围地图

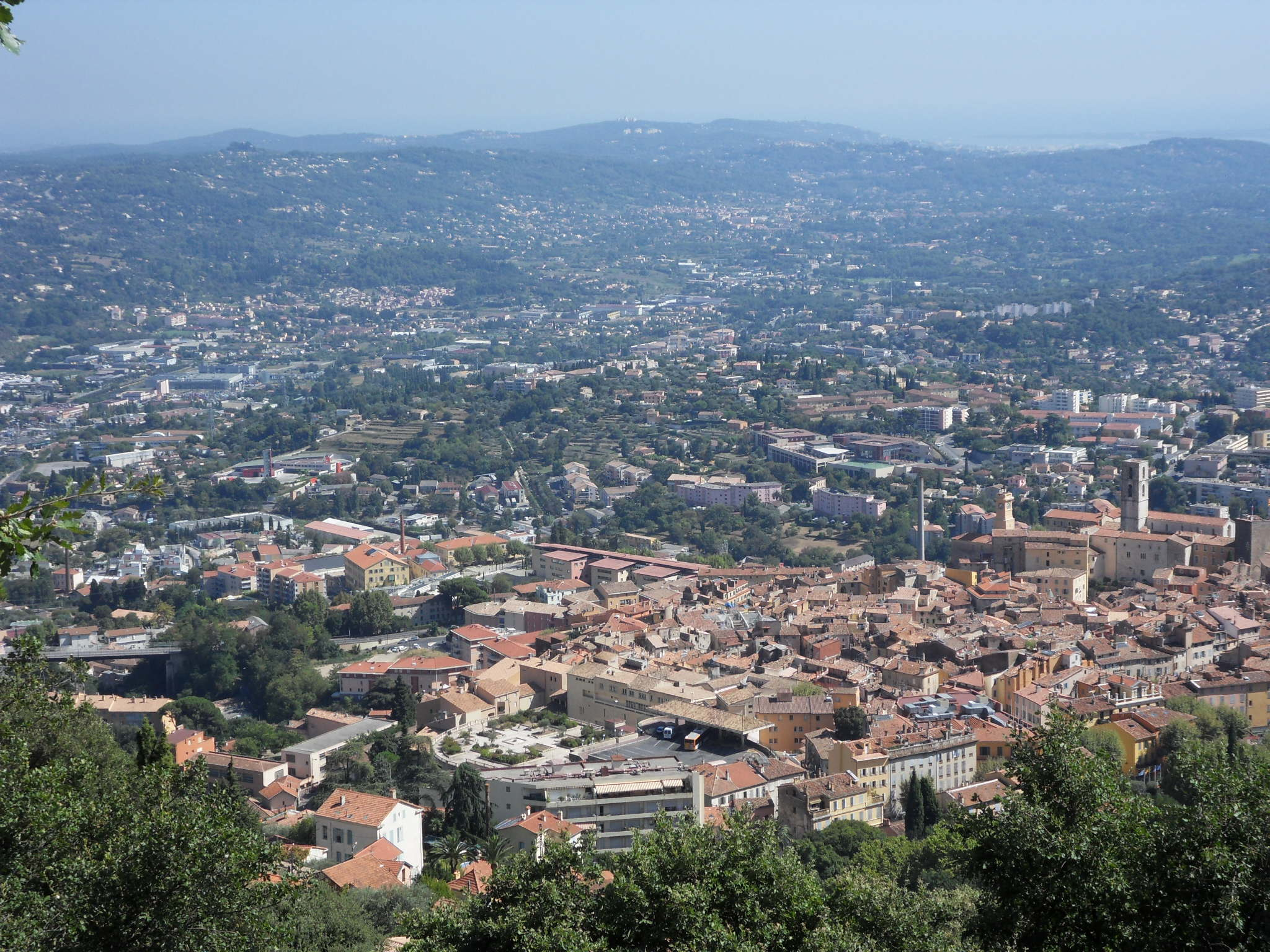
远眺格拉斯全景

格拉斯位于法国东南部，普罗旺斯-阿尔卑斯-蓝色海岸大区东南部和滨海阿尔卑斯省西南部，距离省会尼斯大约37公里。与格拉斯接壤的市镇包括：锡亚涅河畔欧里博、卢河畔勒巴尔、卡布里斯、格拉斯新堡、穆昂-萨尔图、佩戈马、佩梅纳德、圣瓦利耶德蒂耶。

### 地形
格拉斯位于阿尔卑斯山南段的一处山麓区域，境内以山地为主，地势自南向北猛烈抬升，市镇中心位于一处山丘之上，街道多曲折陡峭，是一座较为典型的山地城市，全境海拔在80到1,061米之间。

### 水文
格拉斯位于锡亚涅河与布拉格河流域的分水岭地带，人工开凿的锡亚涅运河是当地主要的城市用水来源。

### 植被
格拉斯属于温带阔叶混交林区，市中心的植物花园（Jardin des Plantes）是当地主要的城市绿地，林地则广泛分布于市镇范围内的山地地区。
在鲜花城市的评比中，格拉斯被评为3星级鲜花城市。

### 气候
格拉斯在柯本气候分类法中属于地中海气候。
距离格拉斯最近的常年气象站位于穆昂-萨尔图境内，以下为该气象站的数据（其中日照数据取自尼斯）：
| 穆昂-萨尔图1981年－2019年 | 穆昂-萨尔图1981年－2019年 | 穆昂-萨尔图1981年－2019年 | 穆昂-萨尔图1981年－2019年 | 穆昂-萨尔图1981年－2019年 | 穆昂-萨尔图1981年－2019年 | 穆昂-萨尔图1981年－2019年 | 穆昂-萨尔图1981年－2019年 | 穆昂-萨尔图1981年－2019年 | 穆昂-萨尔图1981年－2019年 | 穆昂-萨尔图1981年－2019年 | 穆昂-萨尔图1981年－2019年 | 穆昂-萨尔图1981年－2019年 | 穆昂-萨尔图1981年－2019年 |
| 月份                      | 1月                       | 2月                       | 3月                       | 4月                       | 5月                       | 6月                       | 7月                       | 8月                       | 9月                       | 10月                      | 11月                      | 12月                      | 全年                      |
| ------------------------- | ------------------------- | ------------------------- | ------------------------- | ------------------------- | ------------------------- | ------------------------- | ------------------------- | ------------------------- | ------------------------- | ------------------------- | ------------------------- | ------------------------- | ------------------------- |
| 历史最高温 °C（°F）       | 20.9 (69.6)               | 22.3 (72.1)               | 24.8 (76.6)               | 26.7 (80.1)               | 31.5 (88.7)               | 36.5 (97.7)               | 37.3 (99.1)               | 39.5 (103.1)              | 32.8 (91.0)               | 30.4 (86.7)               | 25.7 (78.3)               | 21.6 (70.9)               | 39.5 (103.1)              |
| 平均高温 °C（°F）         | 13.2 (55.8)               | 14.3 (57.7)               | 16.5 (61.7)               | 18.6 (65.5)               | 23.4 (74.1)               | 27.5 (81.5)               | 30.1 (86.2)               | 30.3 (86.5)               | 25.7 (78.3)               | 21.4 (70.5)               | 16.5 (61.7)               | 13.5 (56.3)               | 20.9 (69.6)               |
| 日均气温 °C（°F）         | 9 (48)                    | 9.6 (49.3)                | 11.7 (53.1)               | 13.8 (56.8)               | 18.4 (65.1)               | 22.2 (72.0)               | 24.5 (76.1)               | 24.8 (76.6)               | 20.6 (69.1)               | 17 (63)                   | 12.4 (54.3)               | 9.6 (49.3)                | 16.1 (61.0)               |
| 平均低温 °C（°F）         | 4.8 (40.6)                | 5 (41)                    | 6.8 (44.2)                | 9 (48)                    | 13.4 (56.1)               | 16.8 (62.2)               | 19 (66)                   | 19.2 (66.6)               | 15.5 (59.9)               | 12.7 (54.9)               | 8.2 (46.8)                | 5.7 (42.3)                | 11.3 (52.3)               |
| 历史最低温 °C（°F）       | −3.1 (26.4)               | −2.5 (27.5)               | −3.5 (25.7)               | 1.1 (34.0)                | 6.5 (43.7)                | 9 (48)                    | 12.3 (54.1)               | 13 (55)                   | 7.3 (45.1)                | 3.9 (39.0)                | −3 (27)                   | −3.7 (25.3)               | −3.7 (25.3)               |
| 平均降水量 mm（）         | 92.6 (3.65)               | 29.9 (1.18)               | 36.8 (1.45)               | 83.6 (3.29)               | 55.7 (2.19)               | 34.8 (1.37)               | 11.2 (0.44)               | 35.9 (1.41)               | 96.9 (3.81)               | 135.6 (5.34)              | 127.3 (5.01)              | 95.9 (3.78)               | 836.2 (32.92)             |
| 月均日照時數              | 157.7                     | 171.2                     | 217.5                     | 224                       | 267.1                     | 306.1                     | 347.5                     | 315.8                     | 242                       | 187                       | 149.3                     | 139.3                     | 2,724.5                   |
| 来源：infoclimat.fr       |                           |                           |                           |                           |                           |                           |                           |                           |                           |                           |                           |                           |                           |

## 行政区划
格拉斯是法国普罗旺斯-阿尔卑斯-蓝色海岸大区滨海阿尔卑斯省的一个市镇，编号为06069，它也是滨海阿尔卑斯省的一个副省会。格拉斯下辖格拉斯区，隶属于滨海阿尔卑斯省第二选区和第九选区，管理格拉斯第一县和第二县，同时也是格拉斯地区城市圈公共社区的办公驻地。
法国国家统计与经济研究所（简称）在进行数据统计时，将格拉斯及相邻的另外50个市镇设为尼斯城市核心区，并将包括核心区在内的周边共129个市镇划为尼斯城市区。自2020年起，尼斯城市区被撤销，格拉斯被划入包含24个市镇的戛纳-昂蒂布城市辐射区内。此外，还将格拉斯市镇分为了17个“块区”（IRIS），以便于统计人口分布情况。

## 交通

### 公路
多条滨海阿尔卑斯省省道在格拉斯境内交汇。普罗旺斯-阿尔卑斯-蓝色海岸大区下属的城际客运提供巴士线路，可前往尼斯和迪涅莱班。
| 42 | 13 |

| 48 | 24 |

| 尼斯 | 37 |

| 戛纳 | 18 |

| 土伦 | 134 |

| 昂蒂布 | 25 |

| 迪涅莱班 | 117 |

| 德拉吉尼昂 | 55 |

2018年，69.5%的格拉斯家庭拥有至少一辆私人汽车。2019年，格拉斯境内共发生各类交通事故178起，造成2人遇难，218人受伤。

### 铁路

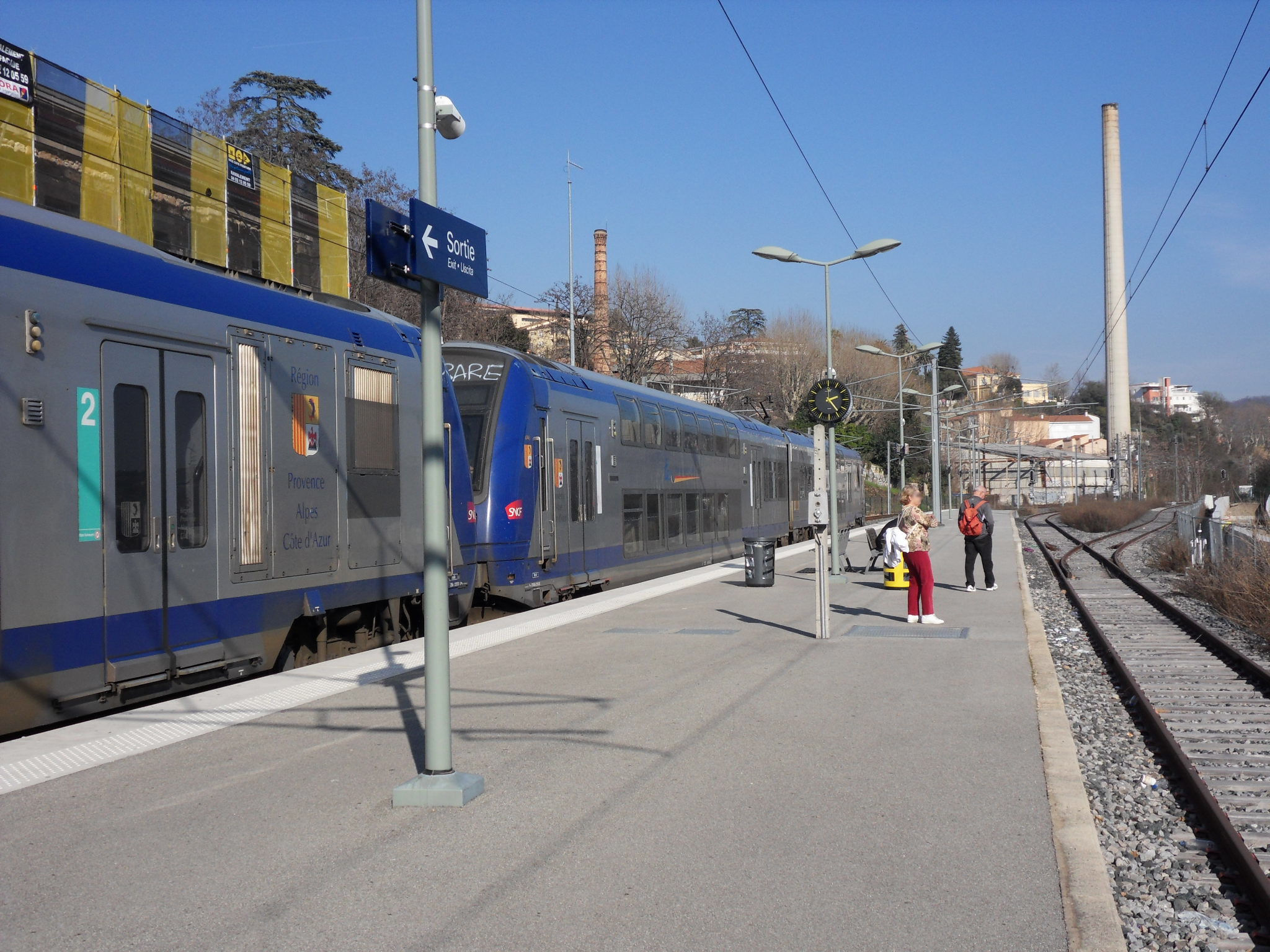
格拉斯火车站的站台

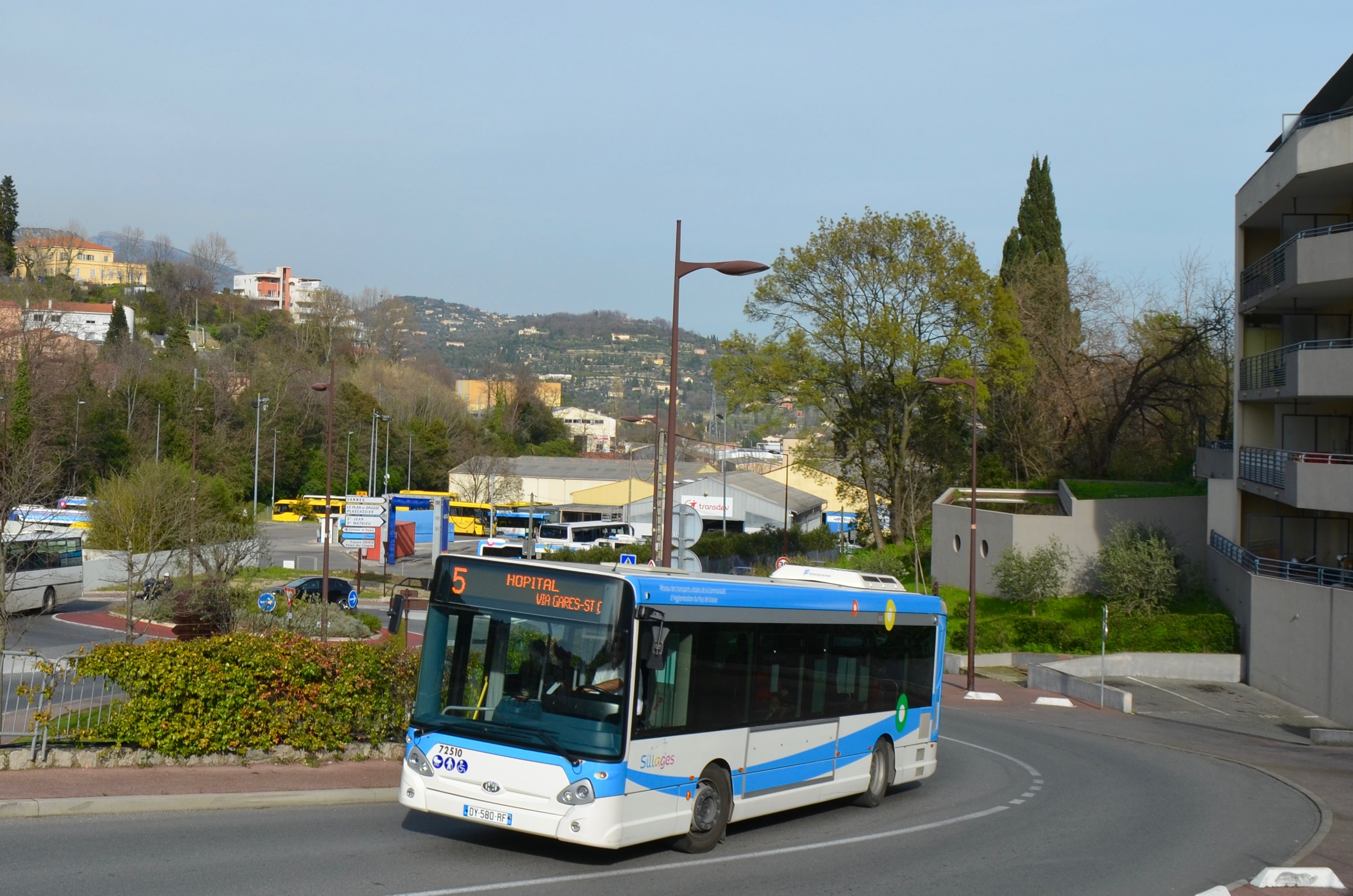
格拉斯市区的公共汽车

格拉斯位于戛纳－格拉斯铁路的北端。格拉斯站位于市区南部，停靠前往尼斯方向的区域列车。

### 航空
距离格拉斯最近的民用航空站为尼斯机场，距离格拉斯市中心的公路里程约34公里。

### 城市公共交通
格拉斯城市公共交通（商业名称为）是当地的城市公共交通系统。截至2022年2月，该系统共包括十多条公交线路，路网覆盖了格拉斯市区内的主要街道和居民区。

## 政治

### 市政内阁

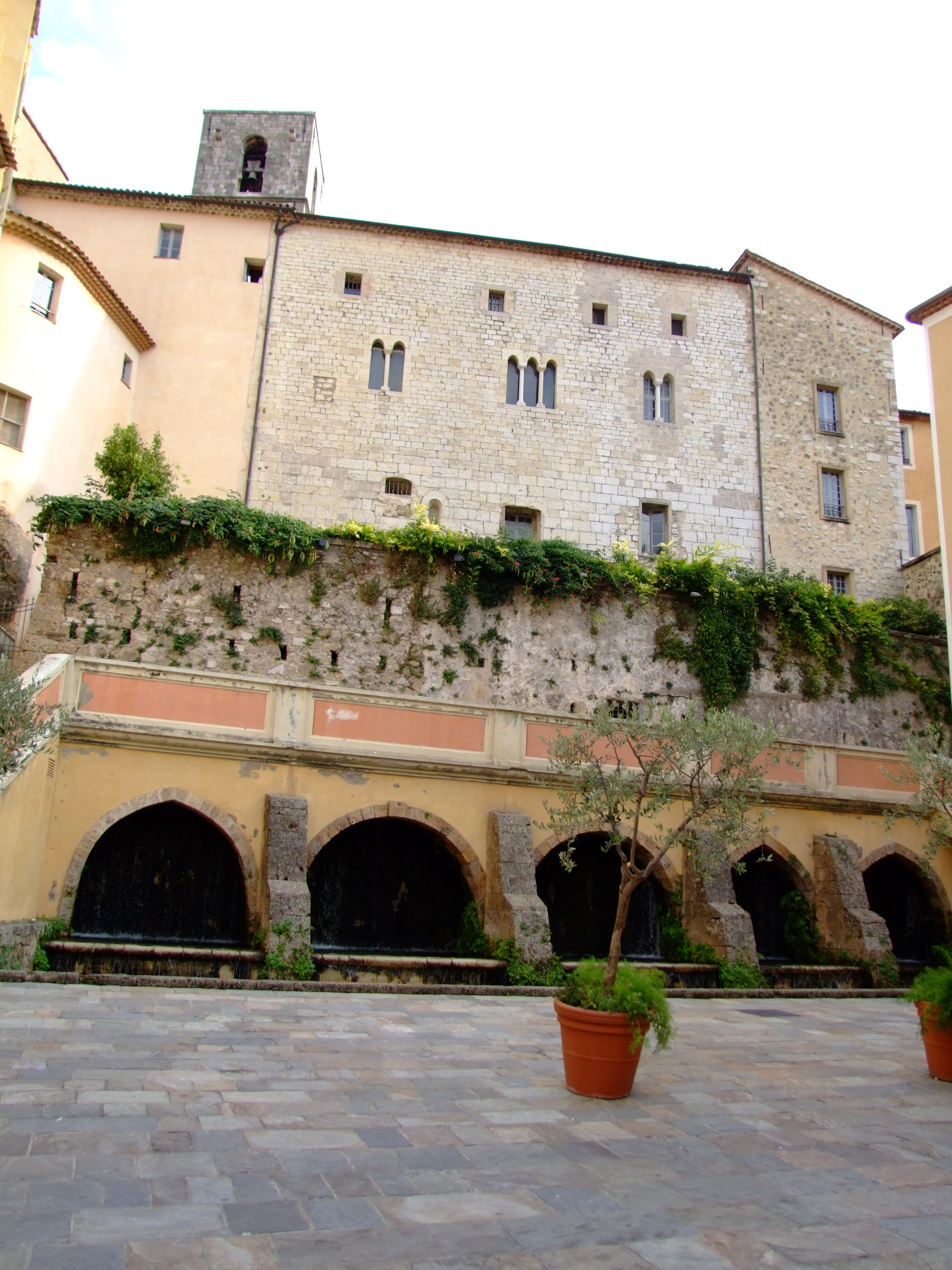
格拉斯市政厅

格拉斯的现任市长为热罗姆·维奥先生（Jérôme Viaud），他是共和党的一名成员，在2020年的市政选举中获得了52.41%的支持率。
| 格拉斯历届市长 | 格拉斯历届市长                        | 格拉斯历届市长                               |
| 任期           | 市长                                  | 党派                                         |
| -------------- | ------------------------------------- | -------------------------------------------- |
| 1944年－1947年 | Pierre Colomban 皮埃尔·科隆邦         | SFIO工人国际法国支部                         |
| 1947年－1951年 | Pierre Ziller 皮埃尔·齐勒尔           | RPF法国人民联盟                              |
| 1951年－1953年 | Albert Ferré 阿尔贝·费雷              | PS社会党                                     |
| 1953年－1959年 | Jean Fanton d'Andon 让·方通·当东      | RGR共和国左翼联盟                            |
| 1959年－1971年 | Honoré Lions 奥诺雷·利翁              | SFIO工人国际法国支部                         |
| 1971年－1977年 | Hervé de Fontmichel 埃尔韦·德丰米歇尔 | RAD激进党                                    |
| 1977年－1983年 | Georges Vassallo 乔治·瓦萨洛          | PCF法国共产党                                |
| 1983年－1995年 | Hervé de Fontmichel 埃尔韦·德丰米歇尔 | UDF法国民主联盟                              |
| 1995年－2014年 | Jean-Pierre Leleux 让-皮埃尔·勒勒     | MPF保卫法国运动 →DL民主自由 →UMP人民运动联盟 |
| 2014年－       | Jérôme Viaud 热罗姆·维奥              | UMP人民运动联盟 →LR共和黨                    |

### 各级选举
| 格拉斯历届投票选举结果 | 格拉斯历届投票选举结果         | 格拉斯历届投票选举结果 | 格拉斯历届投票选举结果 | 格拉斯历届投票选举结果             | 格拉斯历届投票选举结果 | 格拉斯历届投票选举结果 | 格拉斯历届投票选举结果             | 格拉斯历届投票选举结果 | 格拉斯历届投票选举结果 |
| 选举项目               | 选举范围                       | 选区单位               | 选举结果               | 选举结果                           | 选举结果               | 选举结果               | 选举结果                           | 选举结果               | 参考资料               |
| 选举项目               | 选举范围                       | 选区单位               | 第一轮胜出者           | 第一轮胜出者                       | 支持率                 | 第二轮胜出者           | 第二轮胜出者                       | 支持率                 | 参考资料               |
| ---------------------- | ------------------------------ | ---------------------- | ---------------------- | ---------------------------------- | ---------------------- | ---------------------- | ---------------------------------- | ---------------------- | ---------------------- |
| 2017年法國總統選舉     | 法國                           | 市镇                   |                        | 玛丽娜·勒庞                        | 27.88%                 |                        | 埃马纽埃尔·马克龙                  | 56.95%                 | [ 26 ]                 |
| 2017年法国立法选举     | 滨海阿尔卑斯省第二选区         | 市镇                   |                        | 洛伊克·东布勒瓦尔                  | 35.97%                 |                        | 洛伊克·东布勒瓦尔                  | 62.6%                  | [ 26 ]                 |
| 2017年法国立法选举     | 滨海阿尔卑斯省第九选区         | 市镇                   |                        | 多米尼克·菲耶贝昂                  | 37.02%                 |                        | 多米尼克·菲耶贝昂                  | 52.63%                 | [ 26 ]                 |
| 2019年欧洲议会选举     | 法國                           | 市镇                   |                        | 行使权力党                         | 28.3%                  | （不适用）             | （不适用）                         | （不适用）             | [ 26 ]                 |
| 2021年法国省级选举     | 滨海阿尔卑斯省                 | 第一县                 |                        | 米歇勒·奥利维耶 热罗姆·维奥        | 48.3%                  |                        | 米歇勒·奥利维耶 热罗姆·维奥        | 69.99%                 | [ 27 ]                 |
| 2021年法国省级选举     | 滨海阿尔卑斯省                 | 市镇 （第一县部分）    |                        | 米歇勒·奥利维耶 热罗姆·维奥        | 51.14%                 |                        | 米歇勒·奥利维耶 热罗姆·维奥        | 76.12%                 | [ 27 ]                 |
| 2021年法国省级选举     | 滨海阿尔卑斯省                 | 第二县                 |                        | 玛丽-露易丝·古尔东 马蒂厄·潘恰蒂奇 | 35.54%                 |                        | 玛丽-露易丝·古尔东 马蒂厄·潘恰蒂奇 | 67.73%                 | [ 27 ]                 |
| 2021年法国省级选举     | 滨海阿尔卑斯省                 | 市镇 （第二县部分）    |                        | 莉莉亚娜·托马 让-伊夫·蒂西         | 26.56%                 |                        | 玛丽-露易丝·古尔东 马蒂厄·潘恰蒂奇 | 63.87%                 | [ 27 ]                 |
| 2021年法国大区选举     | 普罗旺斯-阿尔卑斯-蔚蓝海岸大区 | 市镇                   |                        | 蒂埃里·马里亚尼                    | 34.1%                  |                        | 雷诺·米瑟利埃                      | 60.02%                 | [ 28 ]                 |

## 人口
2018年，格拉斯市镇人口数量为48,865，在法国排名第133位。其中男性23,746人，女性25,119人，75岁及以上人口占7.9%，外籍人口数量为10,137人，人口密度为1,100人/平方公里，当地居民被称为（男性）或（女性）。2019年，格拉斯境内出生606人，死亡人口498人。
| 格拉斯1901年－2019年人口变化情况 |
|                                  |
| 数据来源：Cassini、INSEE         |

## 经济
格拉斯是一个区域性的中心城市。截止2022年2月，格拉斯市镇范围内共有各类用人单位（包含自雇）10,756家，平均历史为15年，其中99.09%为中小型企业（PME）。（油料生产）、（人体科学）及（大型零售）是当地2020年营业额最高的三个企业，分别为258,043,000欧元、136,276,461欧元和107,514,885欧元。

## 财政与居民收入
2020年，格拉斯的财政收入总额为67,607,600欧元，财政支出总额为64,829,900欧元，当年的债务总额为90,139,700欧元。2021年，格拉斯共获得4,683,969欧元的国家财政补助，比上一年减少了6.89%。
2019年，格拉斯的人均月收入总额为2,443欧元，其中高级职员为4,433欧元，高于法国平均水平（4,230欧元）；中级职员为2,439欧元，高于法国平均水平（2,411欧元）；普通职员为1,793欧元，亦高于法国平均水平（1,740欧元）。
2018年，格拉斯境内的青壮年（15至64岁）失业率为14.6%，当地50.9%的家庭拥有纳税资格，平均纳税4,746欧元，高于法国平均水平（3,910欧元）。

## 社会事务

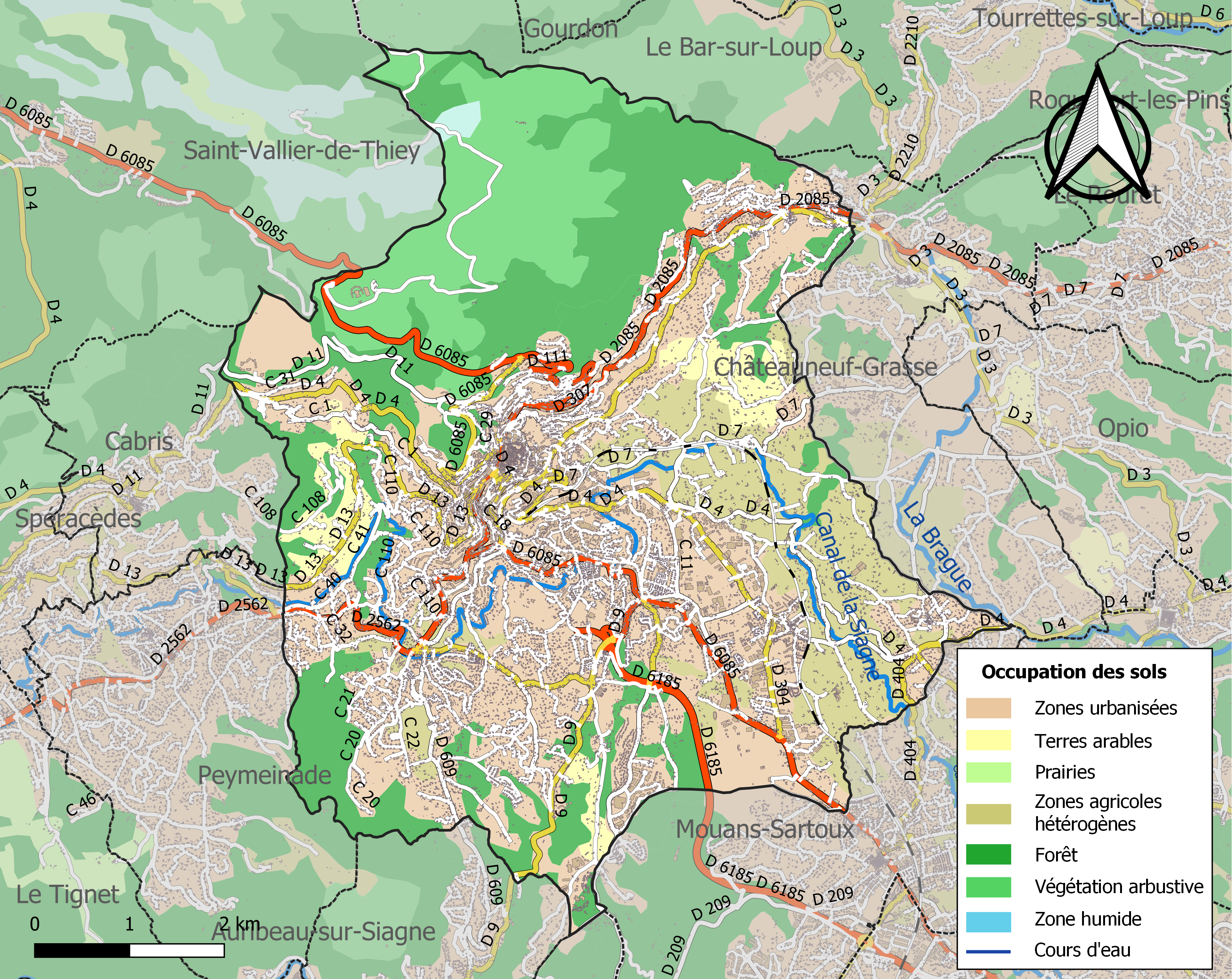
格拉斯土地利用情况地图

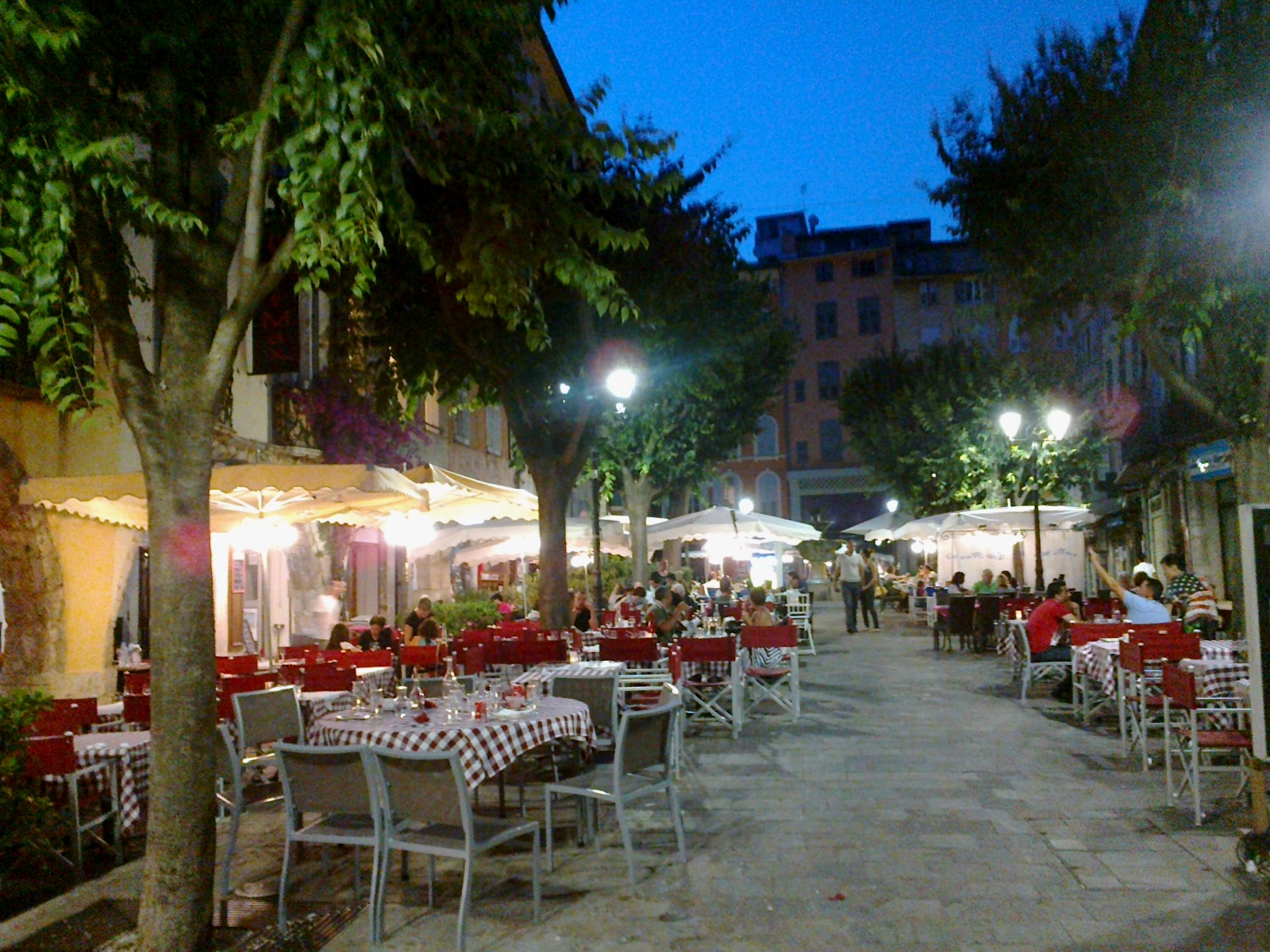
格拉斯镇中心的露天餐厅

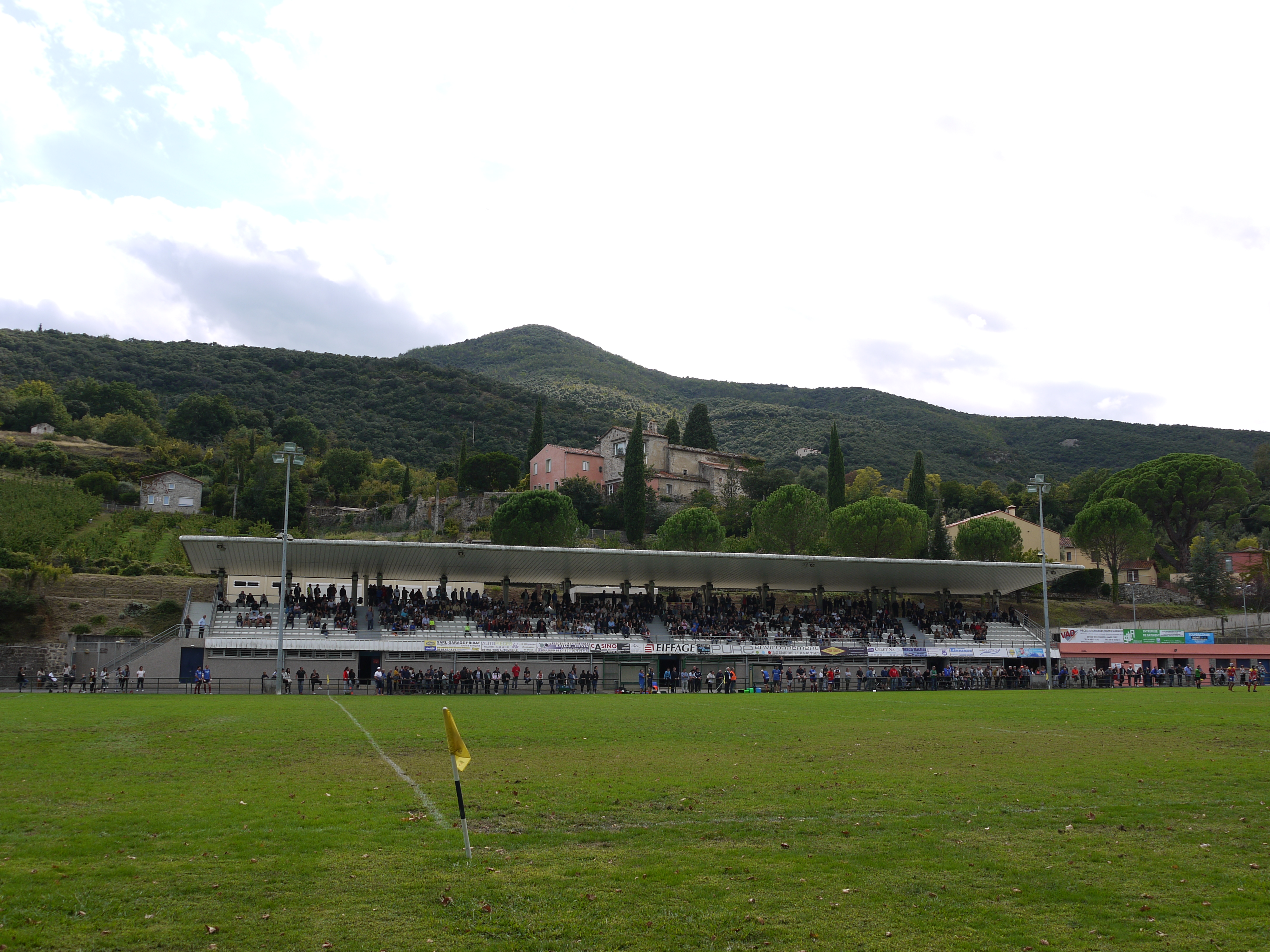
格拉斯体育场

### 教育
格拉斯属于尼斯学区。截止2020年1月1日，格拉斯境内共有11所幼儿园、16所小学、5所初级中学、4所普通高中和2所职业高中。2018至2019学年度，格拉斯境内共有在校中等教育阶段学生5,462名。
在高等教育方面，高等香水学校（École Supérieure du Parfum）成立于2011年，是法国的一所私立高等院校，在格拉斯设有校区。

### 医疗
截止2020年1月1日，格拉斯境内共有全科医生53名、保健师61名、牙医28名、护士101名、耳科医生2名、眼科医生3名、皮肤科医生2名、助产士3名、儿科医生1名和妇科医生6名。境内共有药房18家、养老院9家、残疾人帮扶中心7家。
格拉斯中心医院（Centre Hospitalier de Grasse）是法国的一个区域性医疗机构，其主病区位于格拉斯市区，设有床位395个，是当地规模最大的公立综合性医院。

### 住房
2018年，格拉斯境内共有各类住房25,921套，其中35.4%为独立式居民区，64.2%为集中式居民区。常住房屋占格拉斯市镇范围内居民建筑总量的80.9%。
在住房保障政策方面，2020年，格拉斯境内共有4,429户家庭获得了住房经济补助，受益人数占总人口数量的9.1%，其中4,213份为房租补助。

### 商业
2019年，格拉斯境内共有各类实体商铺2,053家，其中餐厅231家、大型超市16家、杂货店25家、面包房41家、肉铺23家、书店9家、装饰品店10家、银行门店19家、美容美发店91家、汽车维修店118家。市区东部建有开放式商业街区，有家乐福、迪卡侬、E.Leclerc、Netto等大型商场。

### 体育
2020年，格拉斯境内共有2家游泳池、7间体育馆、1座综合体育场、17处网球场、4处马术场、6处足球或橄榄球场、7处篮球或排球场以及3处高尔夫球场。
截至2022年2月，格拉斯境内共有三家注册足球俱乐部。格拉斯竞技俱乐部（编号500420）是当地的代表性足球队，成立于1950年，其主队2021至2022赛季参加法国全国乙组联赛（法国第四级别），其主场卡帕乌特球场（Stade de La Paoute）可同时容纳超过2,300名观众。
格拉斯奥林匹克橄榄球俱乐部成立于1963年，其主队2021至2022赛季参加法国橄榄球乙组联赛（法国第五级别）。

### 环境
格拉斯的环境事务由其所属的格拉斯地区城市圈公共社区负责。2019年，格拉斯境内共有1家污染企业。

### 治安
2020年，格拉斯宪兵队（zone gendarmerie de Grasse）辖区内共36个市镇累计发生各类案件2,366起，其中盗窃类案件807起，经济类案件308起，毒品交易类案件317起。

## 文化
2020年，格拉斯境内共有1家剧场、1家电影院、3家博物馆和1家音乐厅。格拉斯市政府提供三处多媒体中心，每周二、三、五、六向公众开放，同时还提供在线图书馆服务。

### 建筑
格拉斯境内有多处历史建筑，其中法国国家文物保护单位包括格拉斯主教座堂、弗拉戈纳尔别墅等。

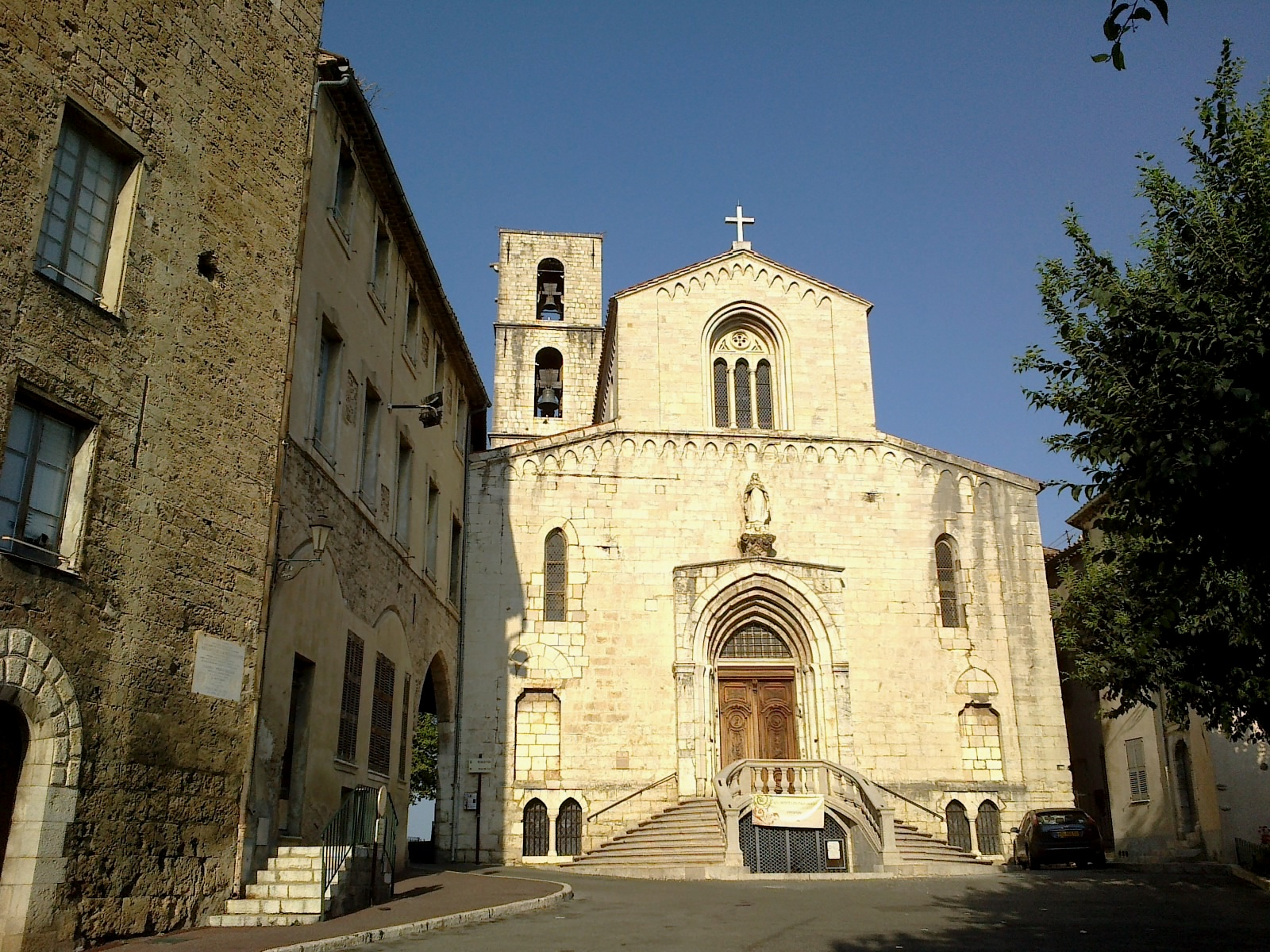
格拉斯主教座堂
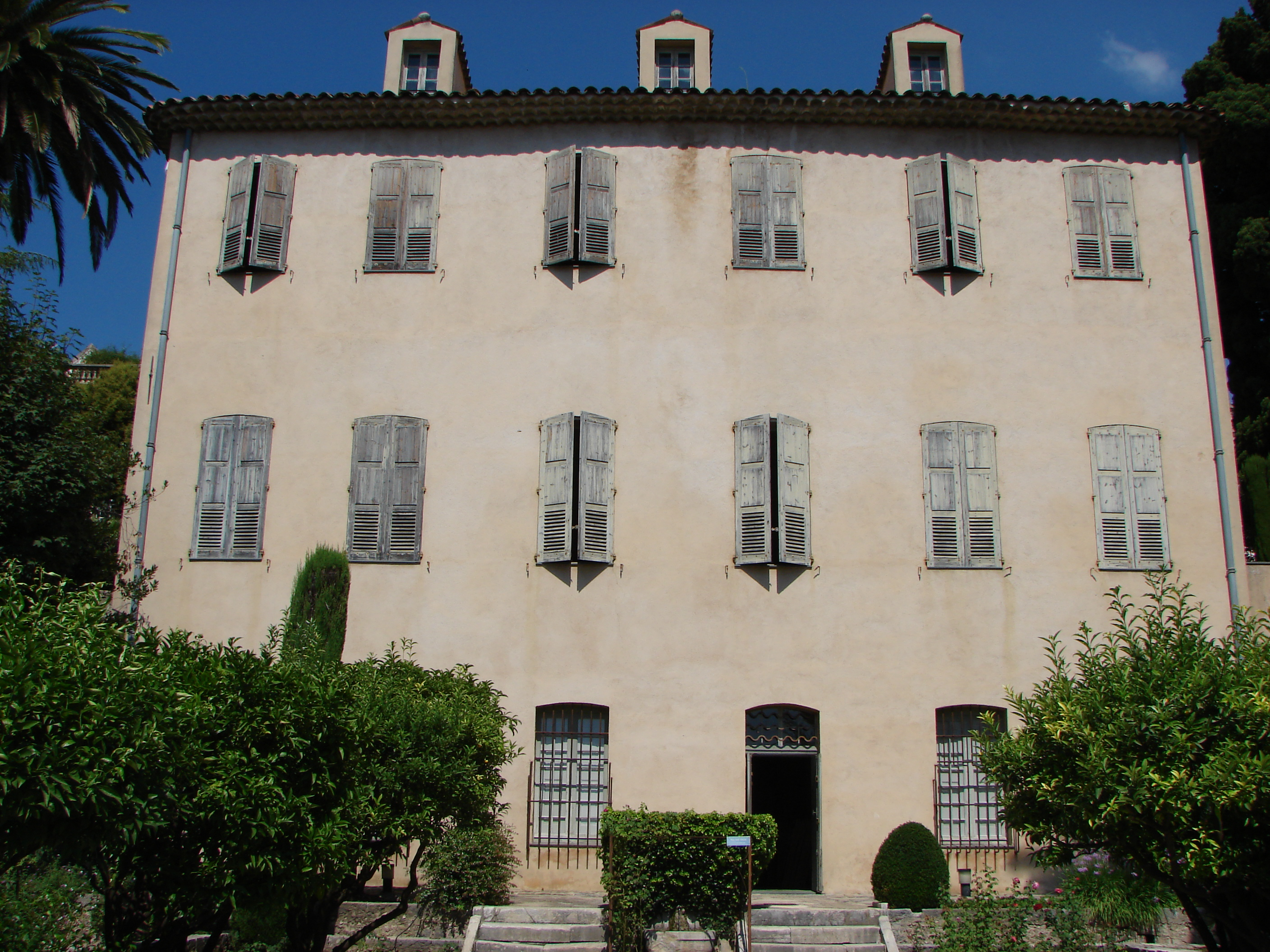
弗拉戈纳尔别墅（法语：Villa Fragonard）
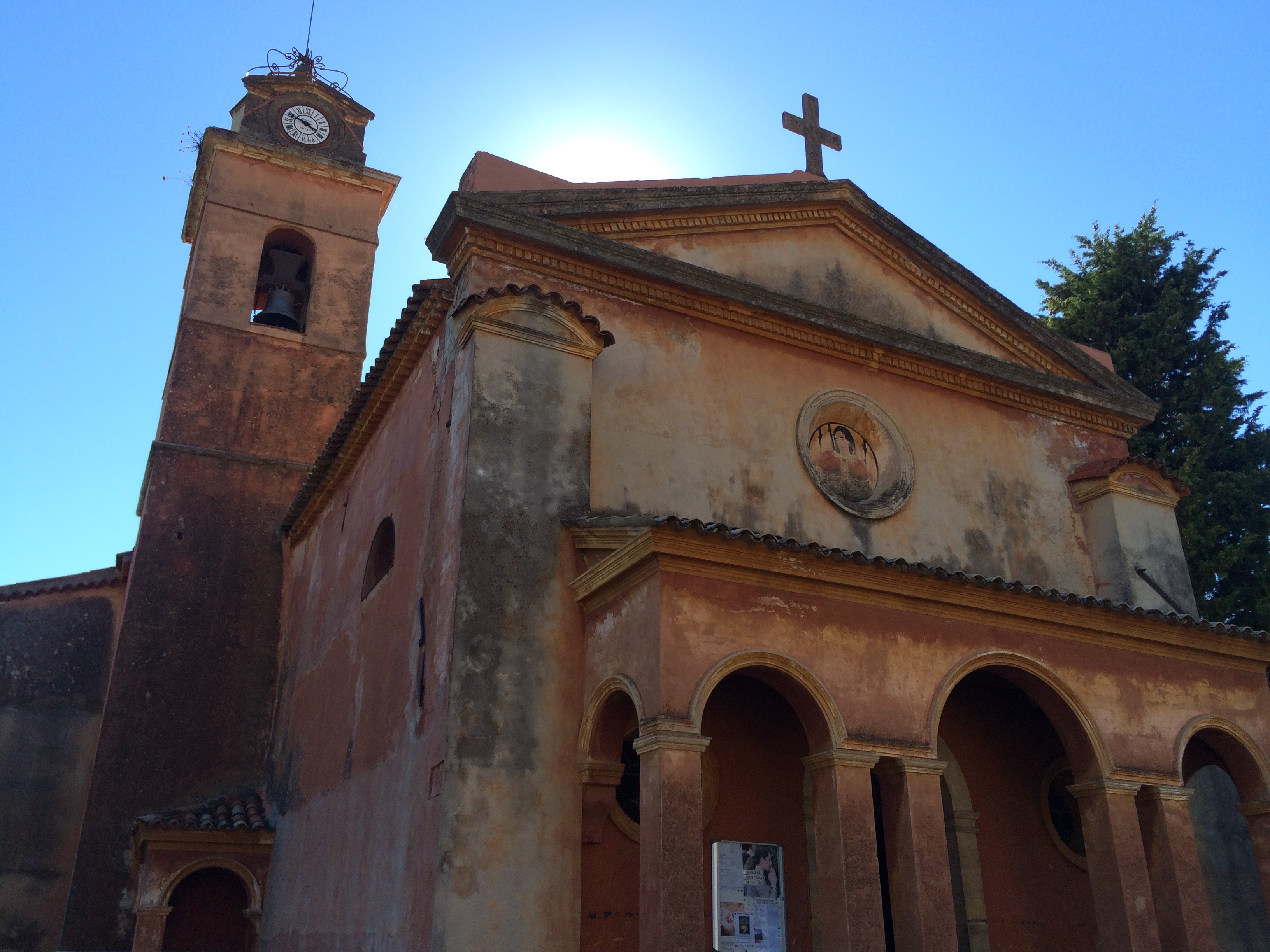
圣洛朗教堂
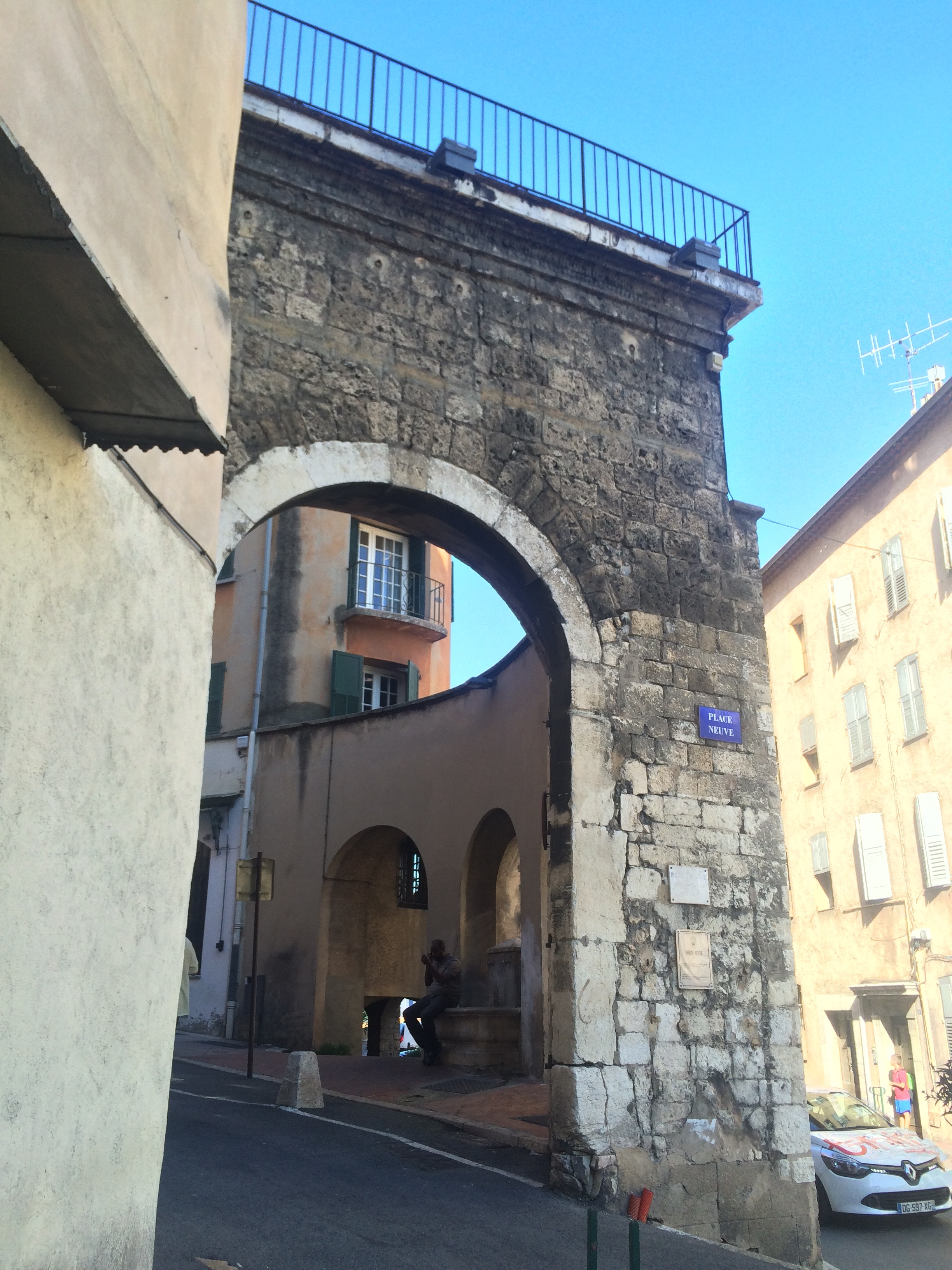
新城门
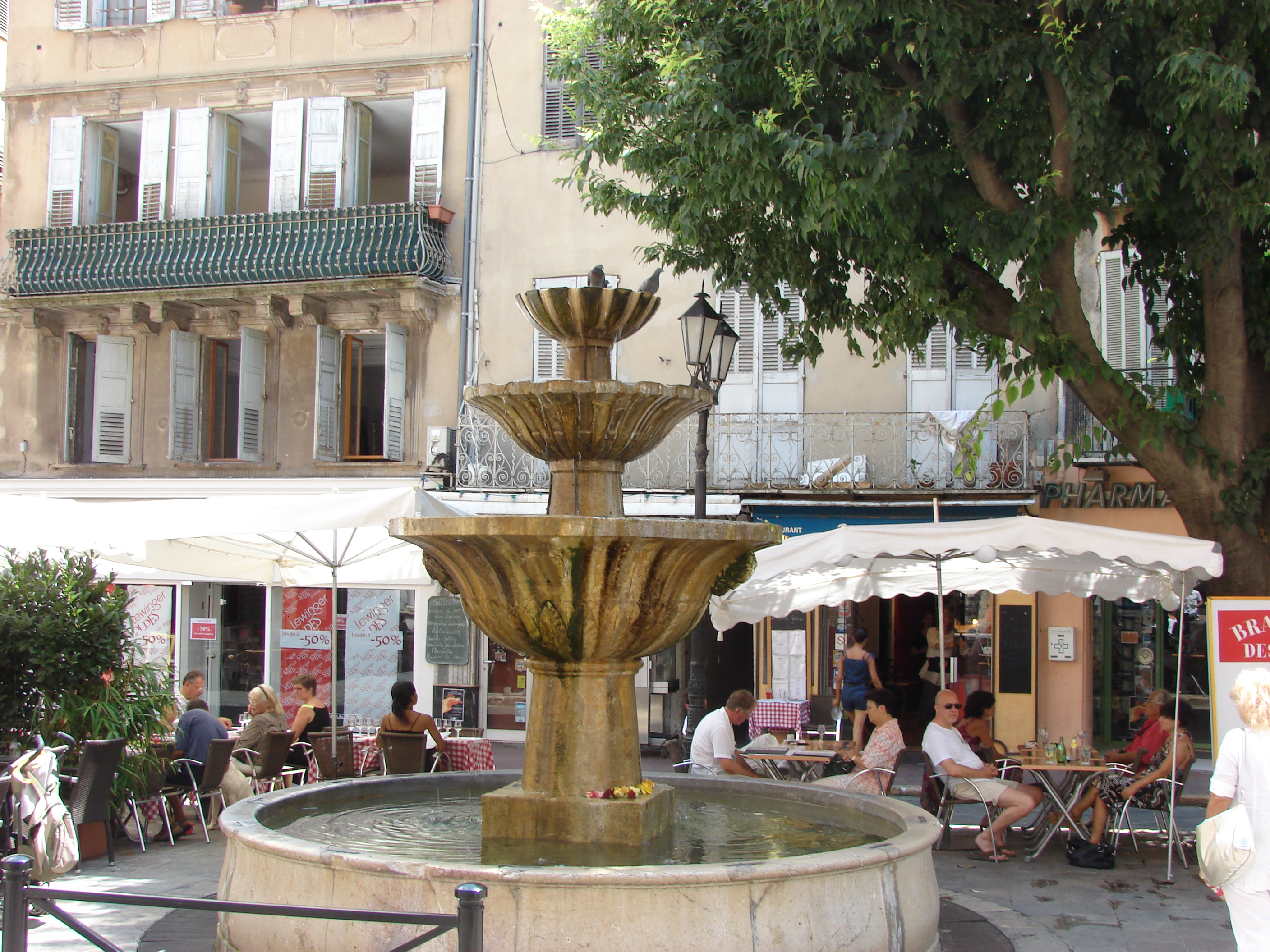
街心喷泉
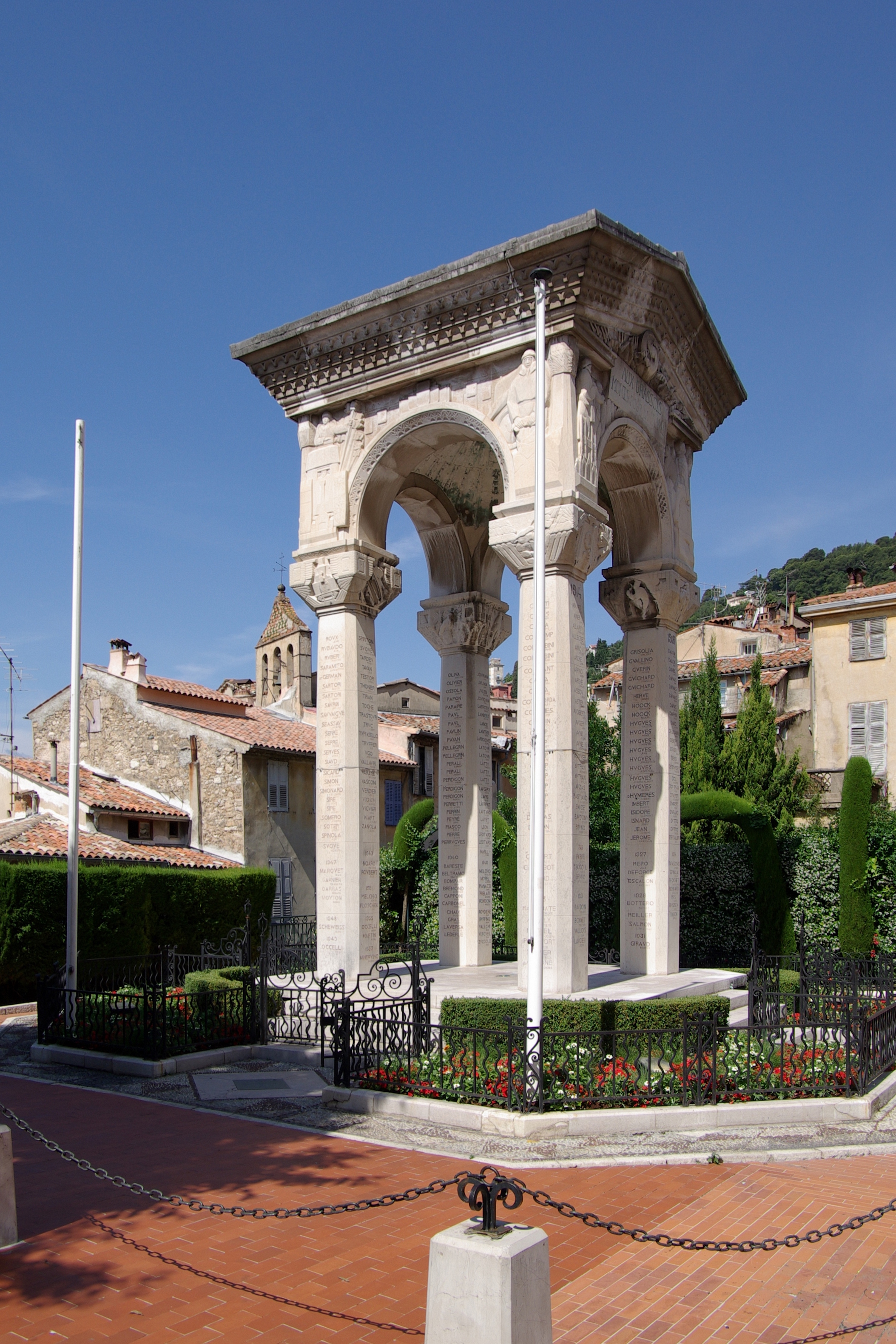
烈士纪念碑
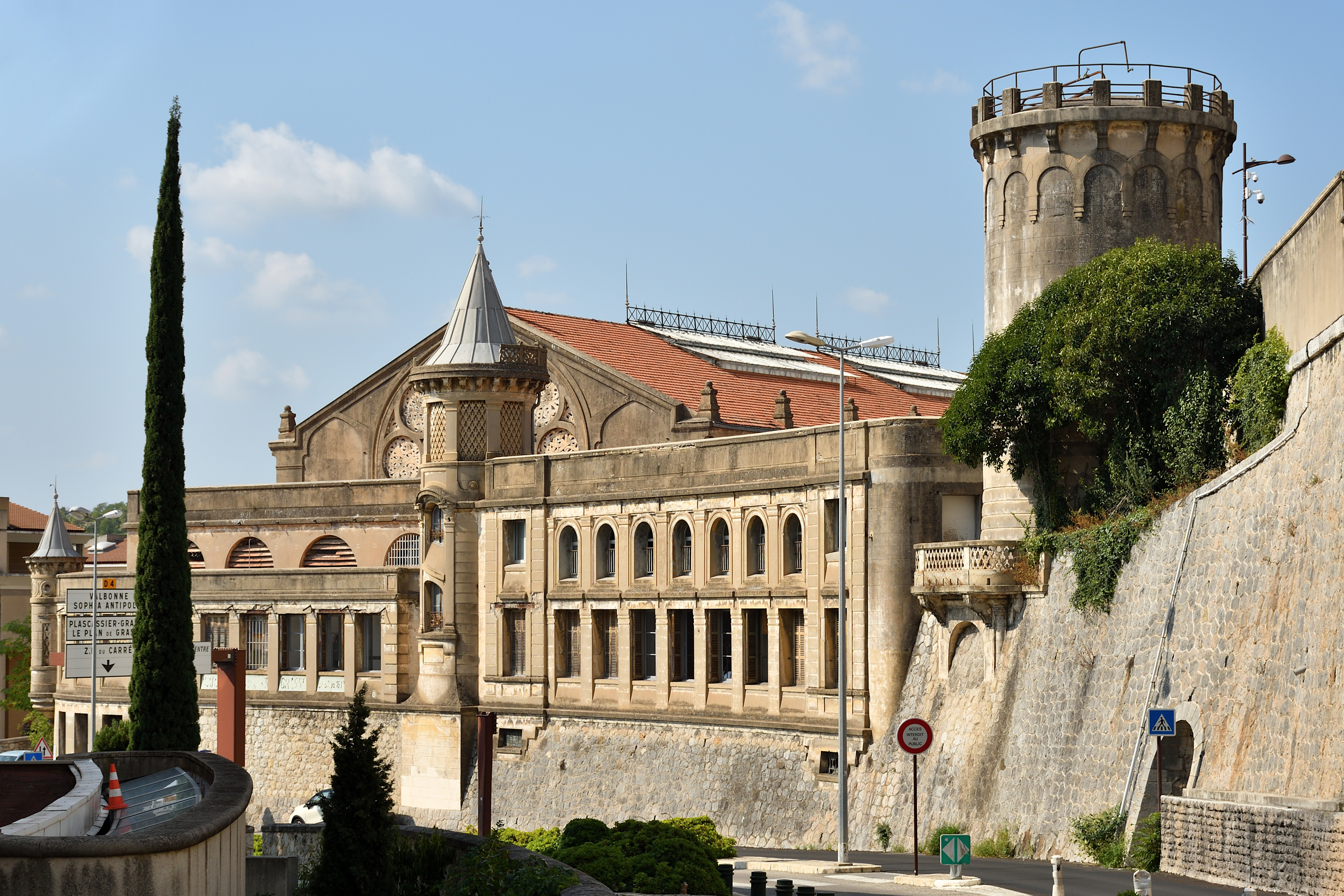
希里香水厂

### 旅游
格拉斯的旅游事务由其所属的格拉斯地区城市圈公共社区负责。2021年，格拉斯境内共有5家酒店共计134间房间；另有1个露营地，可容纳共77辆露营车。

### 媒体
法国主要的媒体均可在格拉斯接收，法国电视三台下属的普罗旺斯-阿尔卑斯-蓝色海岸大区频道在部分时段播出格拉斯所属区域的地方新闻。《尼斯晨报》、蓝色法兰西蔚蓝广播、BFM电视台尼斯蔚蓝海岸频道等是当地主要的地方性媒体。

### 香水

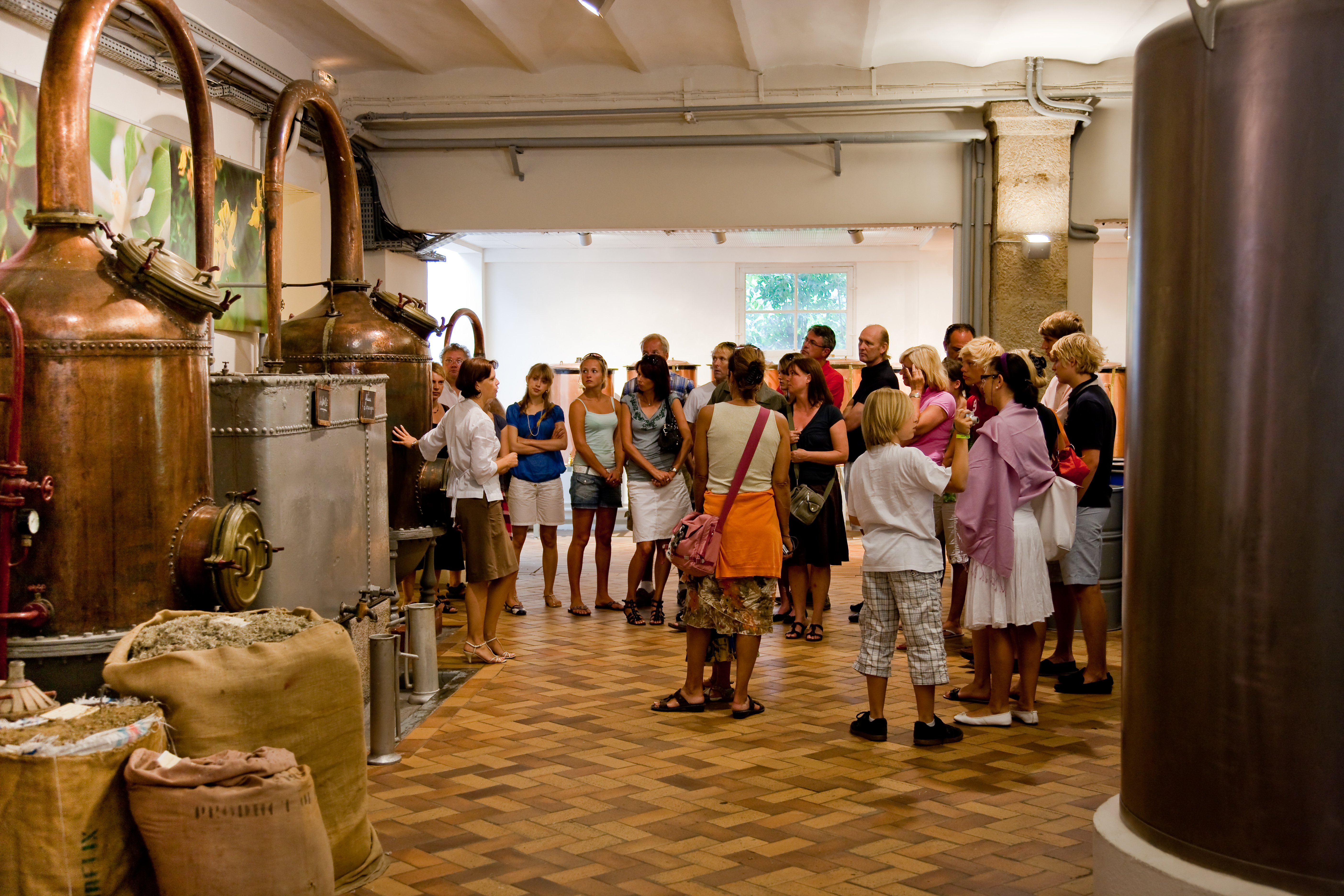
国际香水博物馆

格拉斯是法国香水业的中心，被称为“世界香水之都”（la capitale mondiale des parfums），其中茉莉是许多香水的关键配料，在16世纪由摩尔人带到法国南部，当地每年收获27吨茉莉，占法国总产量的三分之二，每年香水业为格拉斯创造超过6亿欧元的财富。2018年11月28日，格拉斯香水被联合国教科文组织列入非物质文化遗产名录。

### 活动
自1946年起，格拉斯每年8月初举行“茉莉花节”（或），其间，当地将举办花车游览、焰火、派对、民间音乐团体和街头表演等。

## 相关人物
法国诗人路易·贝洛、解剖学家奥诺雷·弗拉戈纳尔、画家让-奥诺雷·弗拉戈纳尔、数学家雅克-路易·利翁和皮埃爾-路易·利翁、政治家夏尔·帕斯夸、演员吉勒·马里尼、射击运动员亚历克西·雷诺、足球运动员斯特凡·巴奥肯和托马·图雷出生于格拉斯。
法国女歌手艾迪特·皮雅芙逝世于格拉斯。

## 友好城市
截至2022年2月，格拉斯共与八座城市互为友好城市关系：

| - 德国 英戈尔施塔特 - 波蘭 奥波莱 - 葡萄牙 雷阿尔城 - 義大利 卡拉拉 | - 西班牙 穆尔西亚 - 保加利亚 卡赞勒克 - 美国 Marblehead - 以色列 Pardes Hanna-Karkur |